# Prótesis (lingüística)
La prótesis o próstesis es un fenómeno fonético que afecta a la forma de una palabra. Consiste en agregar un fonema al principio de una palabra sin alterar su significado.
La prótesis puede utilizarse como figura retórica, para alargar en una sílaba un verso o con algún propósito expresivo. En ese caso, corresponde al grupo de figuras de transformación. Por ejemplo, Garcilaso escribe en su Elegía II:
Así para poder ser amatado.

## Ejemplos
En la evolución del latín al español, se produjo prótesis en algunas palabras que comenzaban en latín por s seguida de consonante: así, scholam > escuela y scribĕre > escribir. La encontramos también en otras palabras, como vespam > avispa y rugam > arruga.
Este fenómeno se ha producido asimismo en la incorporación al español de algunos anglicismos (como slogan > eslogan; scanner > escáner), italianismos (como spaghetti > espagueti) y galicismos (scaphandre > escafandra).
En los vulgarismos es frecuente también la aparición de prótesis, como por ejemplo juntarse > ajuntarse o rejuntarse. A veces la prótesis viene favorecida por una interpretación errónea del corte silábico: una moto > *un amoto.